# Міранда-ду-Дору
Міра́нда-ду-До́ру (порт. Miranda do Douro; МФА: [mi.ˈɾɐ̃.dɐ du ˈdo.ɾu], «Міранда-Дорська») — муніципалітет і місто в Португалії, в окрузі Браганса. Розташований у північно-східній частині країни, на теренах історичної португальської провінції Трансмонтана. Належить до Брагансько-Мірандської діоцезії Католицької церкви в Португалії. Права міського самоврядування має з 1136 року. Поділяється на 13 парафій. За адміністративним поділом, чинним до 1976 року, був складовою провінції Трансмонтана і Верхнє Дору. Площа муніципалітету — 487,18 км², населення муніципалітету — 7482 ос. (2011); густота населення — 15,36 осіб/км²
. Патрон — Діва Марія. Святковий день муніципалітету — 10 липня. Поштовий індекс — 5210.  Код місцевої адміністративної одиниці — 0406. Складова статистичного регіону Північ.

## Географія
Міранда-ду-Дору розташована на північному сході Португалії, на сході округу Браганса, на португальсько-іспанському кордоні.
Місто розташоване за 53 км на південний схід від міста Браганса.
Міранда-ду-Дору межує на півночі й сході з Іспанією, на південному заході — з муніципалітетом Могадору, на північному заході — з муніципалітетом Віміозу.

## Історія
1136 року португальський граф Афонсу І надав Міранді форал, яким визнав за поселенням статус містечка та муніципальні самоврядні права.
У Міранді навколишніх населених пунктах зберігається мірандська мова — форма астурлеонської, що має офіційний статус в Португалії.

## Населення
| Кількість мешканців | Кількість мешканців | Кількість мешканців | Кількість мешканців | Кількість мешканців | Кількість мешканців | Кількість мешканців | Кількість мешканців | Кількість мешканців | Кількість мешканців | Кількість мешканців | Кількість мешканців | Кількість мешканців | Кількість мешканців | Кількість мешканців |
| ------------------- | ------------------- | ------------------- | ------------------- | ------------------- | ------------------- | ------------------- | ------------------- | ------------------- | ------------------- | ------------------- | ------------------- | ------------------- | ------------------- | ------------------- |
| 1864                | 1878                | 1890                | 1900                | 1911                | 1920                | 1930                | 1940                | 1950                | 1960                | 1970                | 1981                | 1991                | 2001                | 2011                |
| 9 004               | 9 564               | 10 009              | 10 639              | 11 208              | 10 738              | 11 272              | 12 584              | 12 944              | 18 972              | 10 627              | 9 948               | 8 697               | 8 048               | 7 482               |

## Парафії
- Агуаш-Віваш
- Атенор
- Віла-Шан-де-Брасіоза
- Дуаз-Ігрежаш
- Женізіу
- Іфанеш
- Конштантін
- Малядаш
- Міранда-ду-Дору
- Паласолу
- Парадела
- Пікоте
- Повуа
- Сан-Мартіню-де-Ангейра
- Сендін
- Сікору
- Сілва

## Економіка
- Мірандська гідроелектростанція
- Пікотська гідроелектростанція